# 便士

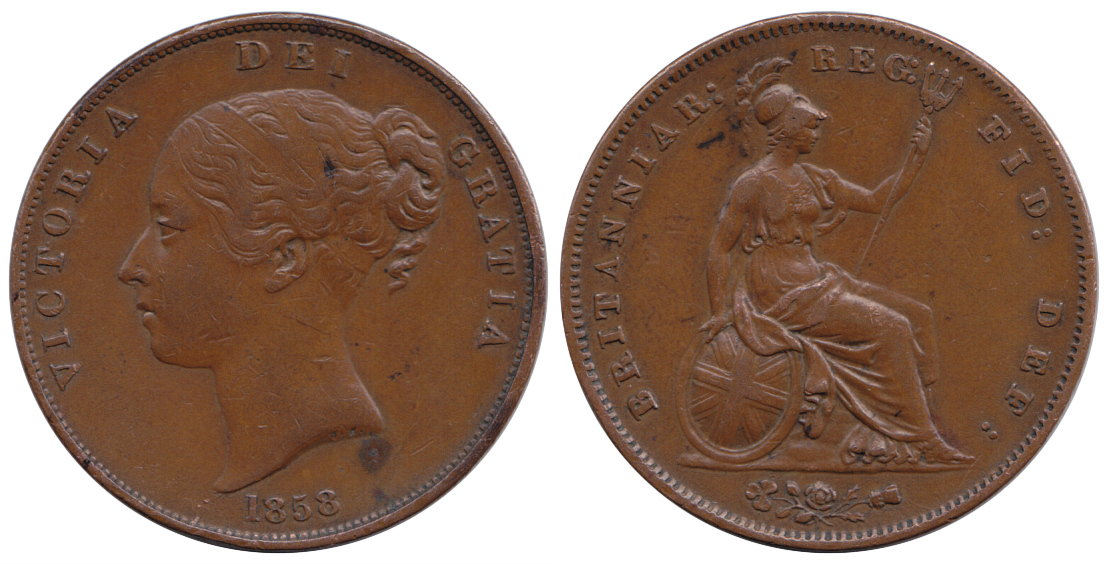
1858 年铸英国便士，刻有维多利亚女王和不列颠女神像

便士（英語：penny，複數為或），是鎊的辅币中的最小幣值。為英國1便士硬幣的正規稱呼，也是美國1美分硬幣的俗稱。

## 英鎊便士
直到查理二世年代為止，英鎊的便士以白銀鑄造。後來改用紅銅材質。自1860年起，便士是黃銅材质的硬幣。自1971年2月15日實行十進位制後，其值為一英鎊的百分之一，1英鎊兌換100新便士。有1便士、2便士、5便士、10便士、20便士、50便士面額作流通貨幣。
实行币值十进位制之前，1英镑（Libra）等于20先令（Solidi），而1先令又等于12便士（Denarii）。换言之，1镑等于240舊便士。

## 發行資料

### 愛德華七世
- 1902年（高／低海平面）發行量不詳
- 1903年，21,415,000枚
- 1904年，12,913,000枚
- 1905年，17,784,000枚
- 1906年，37,990,000枚
- 1907年，47,322,000枚
- 1908年，31,506,000枚
- 1909年，19,617,000枚
- 1910年，29,549,000枚

## 流行文化
在英國和美國，找到一個1便士或1美分硬幣象徵好運，是以有一句諺語：「找一便士，撿起來，一整天你都會有好運。」（Find a penny, pick it up, and all the day you'll have good luck.）

## 外部連結
- Copper Penny Importance （页面存档备份，存于） – Blog post & video covering the importance of retaining copper pennies.
- The MegaPenny Project （页面存档备份，存于） – A visualisation of what exponential numbers of pennies would look like.
- Silver Pennies （页面存档备份，存于） – Pictures of English silver pennies from Anglo-Saxon times to the present.
- Copper Pennies （页面存档备份，存于） – Pictures of English copper pennies from 1797 to 1860.
- US Lincoln Penny （页面存档备份，存于） on the Planet Mars – Curiosity Rover (September 10, 2012).
- . . 1921.
- . . 1905.